# Protosmia glutinosa
Protosmia glutinosa är en biart som först beskrevs av Giraud 1871.  Protosmia glutinosa ingår i släktet Protosmia och familjen buksamlarbin. Inga underarter finns listade i Catalogue of Life.